# Міжбюджетний трансферт
Міжбюджетні трансферти — кошти, які безоплатно і безповоротно передаються з одного бюджету до іншого.
Відповідно до статті 96 Бюджетного кодексу України, міжбюджетні трансферти класифікуються як:
1. дотація вирівнювання (вилучено); натомість введено базову дотацію (трансферт, що надається з державного бюджету місцевим бюджетам для горизонтального вирівнювання податкоспроможності територій);
2. субвенція;
3. кошти, що передаються до державного бюджету та місцевих бюджетів з інших місцевих бюджетів («від'ємні міжбюджетні трансферти») (вилучено); Натомість введено реверсну дотацію (кошти, що передаються до державного бюджету з місцевих бюджетів для горизонтального вирівнювання податкоспроможності територій);
4. додаткові дотації.